# Де Гаспери, Альчиде
Альчи́де Амеде́о Франче́ско де Га́спери (итал. Alcide Amedeo Francesco De Gasperi; 3 апреля 1881, Пьеве-Тезино, Трентино, Австро-Венгрия — 19 августа 1954, Тренто, Италия) — христианско-демократический политик, премьер-министр Италии с 10 декабря 1945 по 17 августа 1953.

## Биография
Окончил в 1905 году Венский университет как специалист по философии и литературе, став журналистом и затем редактором печатного издания «Новый Трентино» («Nuovo Trentino»). С последних лет XIX века был активным участником социально-христианского, студенческого и ирредентистского движений, с 1911 года и до конца Первой мировой войны — член австрийского рейхсрата.
После 1919 года его родной регион перешёл в состав Италии, и Альчиде де Гаспери стал одним из основателей Итальянской народной партии, впоследствии — её лидером и генеральным секретарём, с 1921 года — членом парламента. Вначале де Гаспери поддержал участие своей партии в правительстве Бенито Муссолини в 1922 году, но вскоре стал противником его режима и возглавил антифашистское крыло партии во время её раскола в 1924 году. За выступления против фашизма отбыл 16-месячное тюремное заключение. Был приговорён к 4 годам тюрьмы, но Ватикан добился более раннего освобождения по причине ухудшения состояния здоровья де Гаспери. После освобождения вначале не мог найти работу, с 1931 года работал в Ватиканской библиотеке.
В 1943 году основал Христианско-демократическую партию Италии, на тот момент нелегальную и базировавшуюся на основе Народной партии. С 1944 года был её первым генеральным секретарём.

## Премьер-министр
12 декабря 1944 года стал министром иностранных дел Италии в правительствах Иваноэ Бономи и Ферруччо Парри, с 10 декабря 1945 года — премьер-министр коалиционного правительства трёх антифашистских партий, составлявших ядро Комитета национального освобождения (христианских демократов, коммунистов и социалистов). Кабинеты де Гаспери осуществили значительные реформы в социальной сфере.
Коммунисты во главе с вице-премьером Пальмиро Тольятти были выведены из правительства де Гаспери в мае 1947 года, когда тот сформировал свой четвёртый кабинет, в который, кажется, впервые после освобождения не вошли представители коммунистической партии и других левых организаций (впрочем, в декабре в него включили министров от левоцентристских Социалистической и Республиканской партий). В итоге, последующие парламентские выборы 1948 года были особенно трудными из-за опасений истеблишмента насчёт перспективы победы левой коалиции. Однако христианским демократам удалось победить при поддержке Ватикана и Соединённых Штатов (последние оказывали в предвыборный период существенную экономическую помощь правительству де Гаспери, но также тайно финансировали его кампанию).
Как лидер крупнейшей политической партии парламентского большинства в Италии, де Гаспери формировал 8 коалиционных и однопартийных правительств подряд, занимая пост премьер-министра самый долгий срок в послевоенной истории Италии. До 10 октября 1946 года и с 26 июля 1951 года по 17 августа 1953 года также министр иностранных дел, с 13 июля 1946 года по 28 января 1947 года — министр внутренних дел.
12 июня 1946 года, после отречения короля Умберто II, Альчиде де Гаспери стал регентом до 1 июля, когда была провозглашена республика, и Энрико де Никола стал временным президентом.
В сентябре 1946 года заключил соглашение с министром иностранных дел Австрии Карлом Грубером о передаче Южного Тироля Италии на условии предоставления ему автономии. В 1952 году стал лауреатом Международной премии имени Карла Великого. Вместе с Робером Шуманом, Конрадом Аденауэром и другими считается одним из отцов-основателей Европейского союза. Участвовал в развитии идеи Европейского оборонительного сообщества.
После выборов 1953 года, не сумев сформировать работоспособное правительство из-за вотума недоверия Палаты депутатов, ушёл в отставку. К этому времени подвергался растущей критике со стороны усиливающегося левого крыла партии; столкнувшись с ней, оставил и руководство ХДП. В 1954 году избран вторым председателем Европейского парламента, но умер в том же году. Похоронен в Риме. Его именем названы улицы в Неаполе и в Тренто.

## Галерея

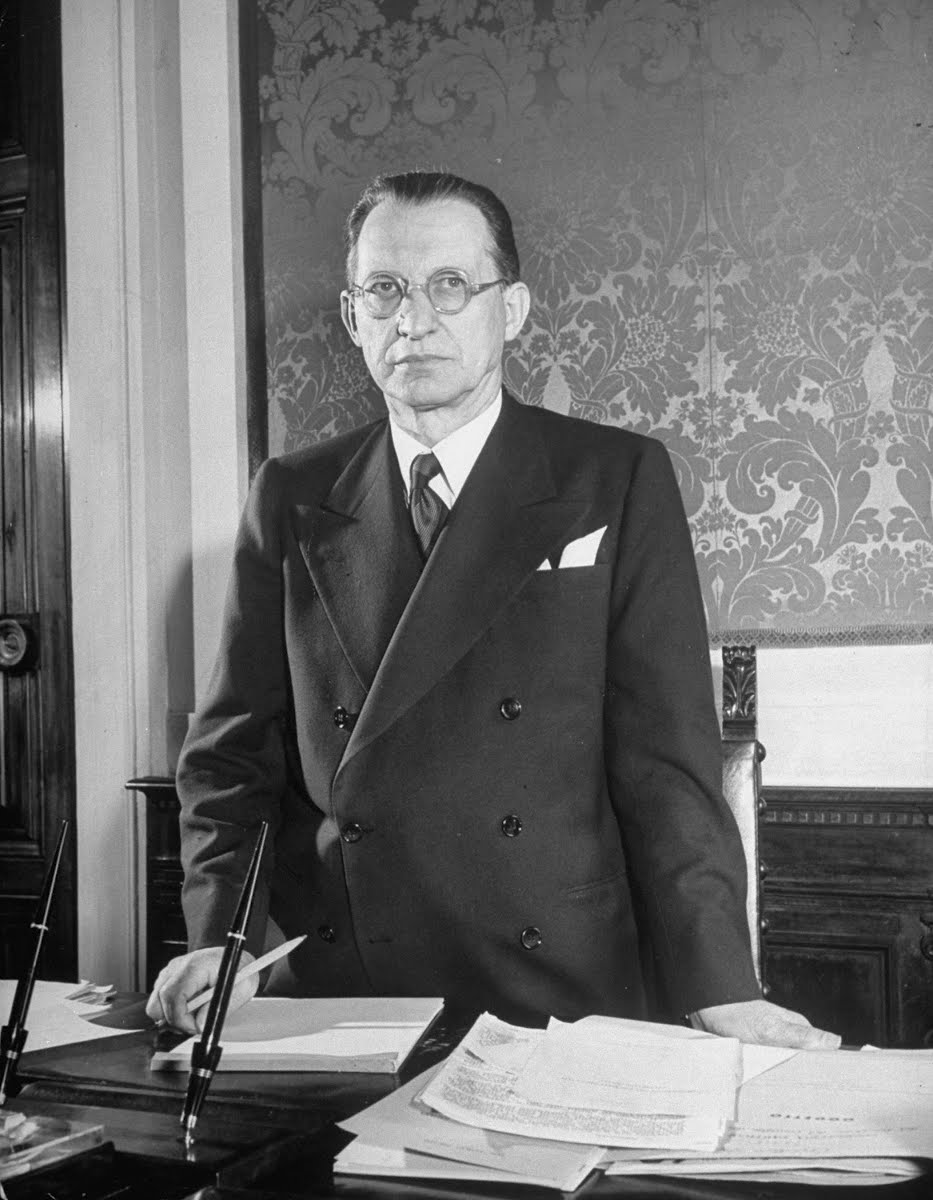
Альчиде де Гаспери на рабочем месте
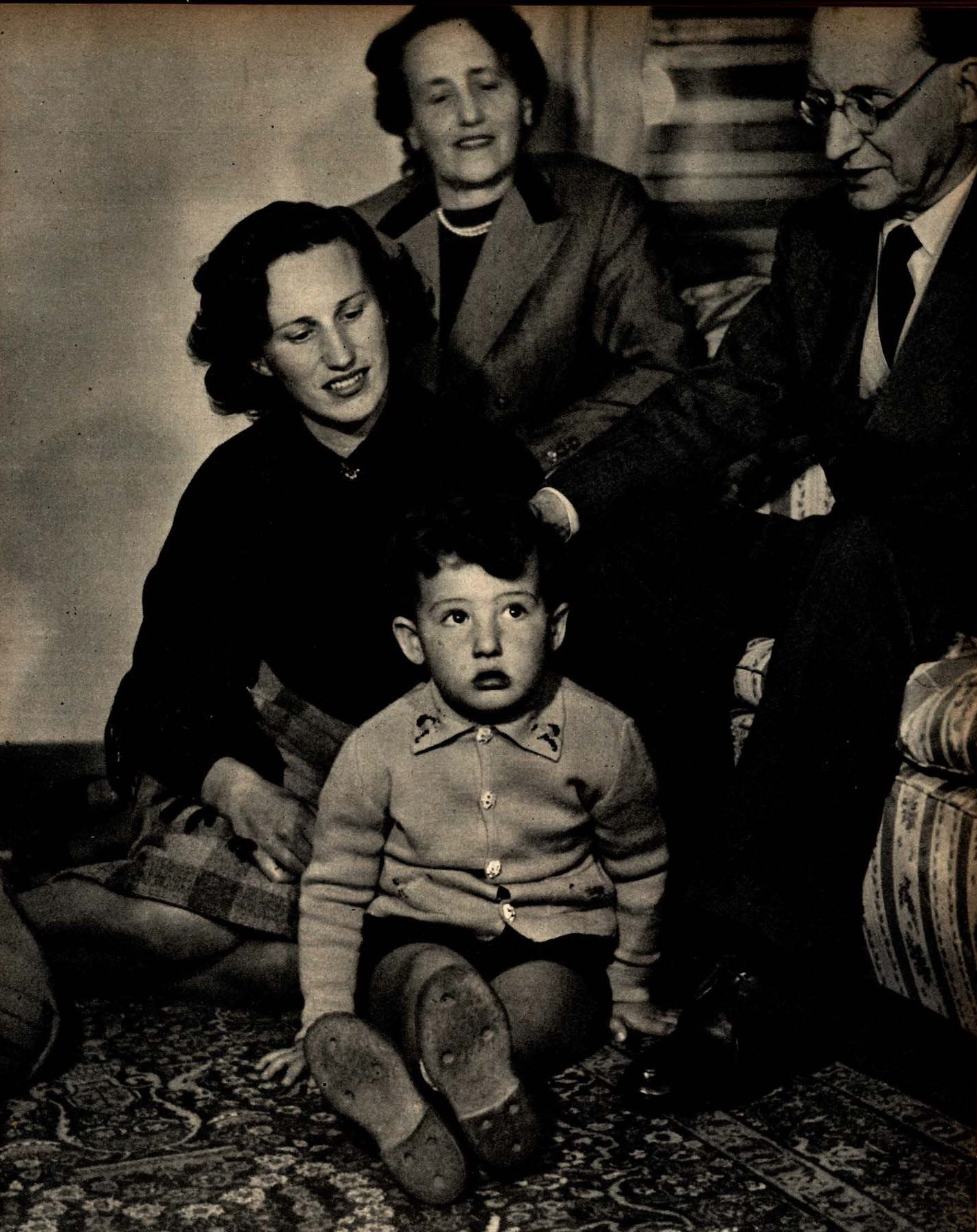
Альчиде де Гаспери с семьёй
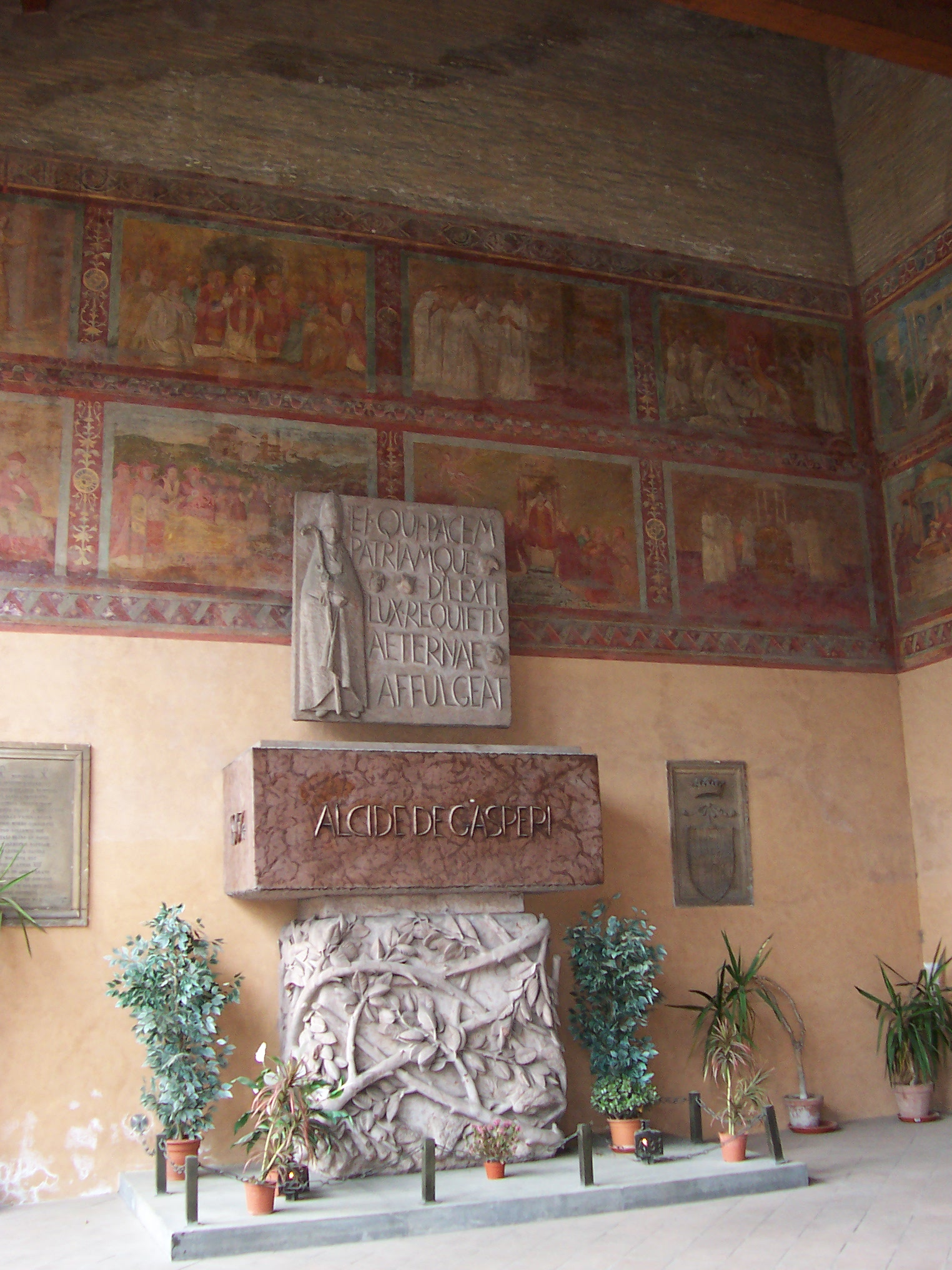
Могила Альчиде де Гаспери в римской базилике Сан-Лоренцо
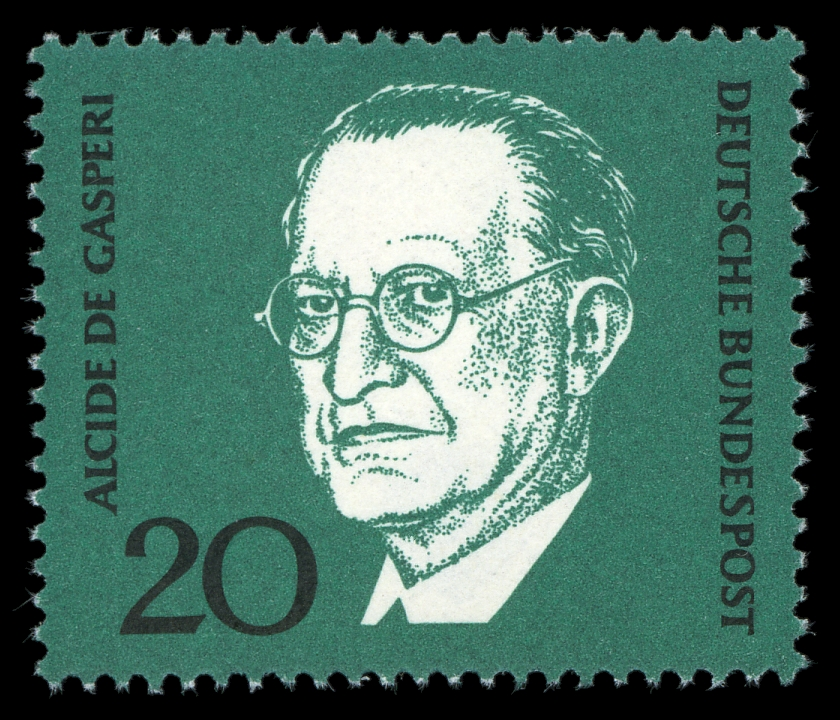
Почтовая марка ФРГ, посвящённая Альчиде де Гаспери